# Hung Cheung Plaza
Le Hung Cheung Plaza est un gratte-ciel de 218 mètres construit en 2004 à Shenzhen en Chine.